# Comuna de Lubycza Królewska
Lubycza Królewska (polaco: Gmina Lubycza Królewska) é uma gminy (comuna) na Polónia, na voivodia de Lublin e no condado de Tomaszowski (lubelski). A sede do condado é a cidade de Lubycza Królewska.
De acordo com os censos de 2007, a comuna tem 6692 habitantes, com uma densidade 33,9 hab/km².

## Área
Estende-se por uma área de 208,9 km², incluindo:
- área agrícola: 65%
- área florestal: 27%

## Demografia
Dados de 30 de Novembro 2007:
|                      | Total   | Total | Mulheres | Mulheres | Homens  | Homens |
| -------------------- | ------- | ----- | -------- | -------- | ------- | ------ |
|                      | pessoas | %     | pessoas  | %        | pessoas | %      |
| População            | 6956    | 100   | 3476     | 49,7     | 3480    | 50,3   |
| Densidade (pop./km²) | 33,9    | 100   | 16,8     | 16,8     | 17      | 17     |

De acordo com dados de 2002, o rendimento médio per capita ascendia a 1518,63 zł.

## Subdivisões
- Brzeziny, Dęby, Nowe Dyniska, Hrebenne, Huta Lubycka, Kniazie, Kornie, Lubycza Królewska, Stary Machnów, Nowy Machnów, Mosty Małe, Myślatyn, Nowosiółki Kardynalskie, Potoki, Ruda Żurawiecka, Siedliska, Szalenik, Teniatyska, Wierzbica, Zatyle-Osada, Zatyle, Żurawce-Osada, Żurawce, Żyłka.

## Comunas vizinhas
- Bełżec, Horyniec-Zdrój, Jarczów, Narol, Ulhówek.